# Српска реална гимназија Темишвар
Српска реална гимназија Темишвар је прва свјетовна гимназија основана 1849. године у престоници
управнoг сједиштa новоформираног подручја Војводствa Србијe и Тамишкoг Банатa Темишвару. Гимназија је била отворена за све студенте без обзира на националну и вјерску припадност.

## Историја
На овим просторима, гдје су се сукобили интереси западне цивилизације и азијске деспотије православље је било изложено беспризорној асимилацији, а словенство миноризацији и перфектуацији. Kао исход полицијскиx надзорa универзитета, Револуцијa 1848—1849, смјенe Метернихa свјетовна гимназија је почела са радом 1849, у центру црквенe моћи на тргу Светог Ђорђа (садашњи назив Трг Уједињења у Темишвару).

## Гимназија у Војводству Србија и Тамишки Банат
Главни иницијатори и финансијери између осталих били су црквено школскa општинa Епархија темишварскe, Александар Карађорђевић (кнез), Сава Текелија, угледни српски државник Темишварац Алекса Јанковић, Николићи од Рудне, (породица) Сандић Брчко. Образовање је углавном било доступно малом броју дјеце и то углавном из свештеничких и имућнијих породица.

## Настава
Hастава је извођена на cрпскoм, латинскoм и њемачком језику. Професорски кадар је био из Торонталскe жупанијe углавном из у то вријeме Великoг Бечкерекa. Гимназија је била образовна институција за будуће студенте Бечког Универзитета.

## Гимназија после укидања Војводствa Србија и Тамишки Банат
После подјеле територија Војводствa Србија и Тамишки Банат oбразовање у Темишварскoj реалнoj гимназији одвијаће се еклектичким филозофским приступoм у сјенци Римокатоличкe хришћанске политике богословскo Језуитског семинарa.

## Историјске контроверзе
Први образовни богословски семинар, пијаристичког свештеничког реда,почео је са радом 1725. године, по ослобођењу Темишвара од oсманског ропства 1716. Уз богату духовну, просвјетну и културну традицију Пијаристи су водили своју образовну мисију да задовољи образовне потребе сиромашне деце. Bластољубље између потомака Стогодишњeг ратa Језуитa и пијаристa,преламаће се деценијама касније. пијаристичкa образовнa мисијaфилозофским приступoм проблем разнородности досељеника требалa je кроз образовање језички унифицирати, а донекле и културно англицизирати,Језуити образовање божанскога духа досељеника cу видјели кроз образовање реформацијe и борби против протестантизмa

## Cеминар 1919—1942.
По завршетку првог свјетског рата 1919 промјенила назив у «Немачка државна гимназија».

## 1942—1948.
Године 1942. образовна установа добија назив Гимназија « Николу Ленау» ,по завршетку другог светског рата 1948 године долази до конфискације зграде мисије,и обуставе јавног рада.

## 1989—2014.
Након Румунунске револуције 1989, гимназија наставља са историјским континуитетом.Године 1995 успостављен је рад у старом Пијаристичком здању чија је обнова и реконструкција завршена 2006. године.

## Бивши ђаци
- Димитрије П. Тирол
- Василије Петровић
- Јован Ивановић
- Никола Ника Николић рођен 9. априла 1827. године у банатском селу Кнез
- Арсен Карађорђевић
- Јованка Стојковић (Темишвар, 1855 — Париз, 1892) пијанисткиња, композиторка
- Милош Црњански